# 尧山南朝墓
尧山南朝墓位于中国广西壮族自治区桂林市七星区朝阳乡尧山南麓山坡上，共有2座。
1962年3月曾对两座墓中的一座进行发掘。该墓面向东北，为砖室墓，以单层绳纹红砖砌成，砖长36厘米，宽16厘米，后4.5厘米。墓室平面呈“凸”字形，由甬道、墓室组成。甬道长0.56米，宽0.82米；墓室长2.22米，宽1.18米。墓地铺设横行砖，以砂泥浆砌缝。出土文物有随葬品12件，其中有滑石猪2件，石俑2件，青瓷碟1件，石质钱币6枚，石质地券1方。地券长17.5厘米，宽11厘米，厚0.5厘米。券文为：
齐永明五年太岁丁卯十二月壬子朔九日庚申，湘州始安郡始安县都乡都唐里男民秦僧猛，薄命终没归豪（蒿）里。今买得本郡县乡里福乐坑□□纵广五亩地，立冢一丘，雇钱万万九千九百九十文。四域之内，生根之（物），尽属死人。即日毕了。时证知李定度，张坚固，以钱半百，分券为明。如律令。
可知该墓年代为南朝齐永明五年（487年）。